# Brachythecium ehrenbergii
Brachythecium ehrenbergii là một loài rêu trong họ Brachytheciaceae. Loài này được Lorentz mô tả khoa học đầu tiên năm 1868.